# Antonino Mistretta
Antonino Mistretta (Mussomeli, 9 luglio 1929 – Catania, 15 maggio 2002) è stato un medico italiano.

## Biografia
Nato a Mussomeli il 9 luglio 1929 in un'antica famiglia, discendente dai Sorce-Malaspina, dopo aver frequentato le scuole elementari a Mussomeli proseguì i suoi studi a Palermo (Istituto Don Bosco) e a Caltanissetta (liceo classico Ruggero Settimo), iscrivendosi alla Facoltà di Medicina e Chirurgia dell'Università di Palermo, per trasferirsi poi a Catania presso la cui Università conseguì la Laurea.

## Attività universitaria
La sua carriera universitaria presso l'Ateneo catanese lo portò ad essere assistente e collaboratore di grandi Maestri della medicina (il prof. Gianmaria Rasario ed il prof. Giuseppe Di Maria), occupandosi di cardiologia ed elettrocardiografia ed in seguito di tisiologia e pneumologia. Professore Ordinario di Fisiopatologia Respiratoria presso l'Università degli Studi di Catania dal 1975, a partire dal 1978 fu titolare della Cattedra di Malattie dell'Apparato Respiratorio presso lo stesso Ateneo catanese, assumendo anche il ruolo di Direttore dell'Istituto di Malattie Respiratorie e delle Scuole di Specializzazione in Malattie dell'apparato respiratorio, in fisiopatologia e fisiochinesiterapia respiratoria e in allergologia respiratoria.

## Attività accademica
Nel corso della sua carriera fu Presidente Nazionale della Società Italiana di Fisiopatologia Respiratoria, della Società Italiana di Medicina Respiratoria e dell'Unione Italiana per la Pneumologia, Governor per l'Italia dell'American College of Chest Physician, Vicepresidente Nazionale della Federazione Italiana per la lotta contro la tubercolosi, oltre che membro della Commissione Unica per il Farmaco (CUF) per due legislature, dal 1993 al 1997, e Accademico Onorario Straniero dell'Accademia Medica Argentina.

## Attività scientifica
Autore di oltre 600 lavori scientifici pubblicati su prestigiose riviste internazionali, gli furono conferiti diversi premi fra i quali la medaglia d'oro Carlo Forlanini per meriti scientifici. 
A suo nome l'Unione Italiana per la Pneumologia ha istituito un Premio destinato ai giovani pneumologi under 40.

## Altre attività
Personalità poliedrica dai tanti interessi, Antonino Mistretta studiò per anni la Santa Sindone, elaborando delle teorie sulle cause di morte dell'uomo della Sindone. Mistretta fu Cavaliere di Gran Croce dell'Ordine Equestre del Santo Sepolcro di Gerusalemme e Luogotenente dello stesso Ordine per la Sicilia dal 1995 fino al momento della scomparsa. Appassionato di musica classica e jazz, nel gennaio del 2000 diresse l'Orchestra Sinfonica della RAI di Torino presso il Teatro Regio. 
Nel maggio del 2015 l'Amministrazione comunale di Mussomeli ha deciso di intitolare a suo nome una strada del comune.